# Helmut Küchenhoff
Helmut Küchenhoff (* 13. Juli 1958 in Münster) ist ein deutscher Statistiker.

## Leben
Von 1977 bis 1980 studierte er Mathematik mit Nebenfach Informatik an der TU München. (1982 Diplom an der Universität Zürich: Mathematik, Nebenfächer Philosophie und Informatik). Nach der Promotion 1990 zum Dr. phil. im Fach Statistik an der Ludwig-Maximilians-Universität München und der Habilitation 1996 im Fach Statistik an der Ludwig-Maximilians-Universität München ist er seit 1997 Leiter des Statistischen Beratungslabors der Ludwig-Maximilians-Universität München und seit 2005 Professor am Institut für Statistik der Ludwig-Maximilians-Universität München.

## Schriften (Auswahl)
- Logit- und Probitregression mit Fehlern in den Variabeln. Frankfurt am Main 1990, ISBN 3-445-09816-6.
- mit Göran Kauermann: Stichproben. Methoden und praktische Umsetzung mit R. Berlin 2010, ISBN 978-3-642-12317-7.